# Duane Klueh
Duane Myron Klueh (Bottineau, 6 gennaio 1926 – Terre Haute, 2 giugno 2024) è stato un cestista e allenatore di pallacanestro statunitense, professionista nella NBA.

## Carriera
Venne scelto dai Boston Celtics al Draft BAA 1949.